# George Bellas
George Bellas (Chicago, 28 gennaio 1965) è un chitarrista statunitense noto per la sua militanza nella band UFO, e per una rilevante carriera solista.

## Biografia
Nasce a Chicago e sin da giovane suona la chitarra in gruppi blues. La svolta nella sua carriera arriva nel 1996, quando viene contattato dagli UFO per sostituire Michael Schenker. Resterà nella band soltanto per un anno, dopodiché continuerà la sua attività musicale come solista, ottenendo un discreto successo.
Con la band incide un album, Edge of the World, il quale, inizialmente accreditato agli UFO, verrà invece inserito nella discografia del gruppo fittizio Mogg/Way per ragioni legali, dato che Schenker era uno dei detentori del marchio della band.

## Discografia

### Solista
- 1997 - Turn of the Millennium
- 1998 - Mind Over Metter
- 2000 - Venomous Fingers
- 2003 - Planetary Alignment
- 2007 - Step into the Future
- 2010 - The Down of Time

### Con i Mogg/Way
- Edge of the World (1997)